# Cairo (revista)
Este artículo trata sobre la revista española de cómics. Si se busca información sobre la capital de Egipto, véase El Cairo
Cairo fue una revista de historietas de periodicidad mensual y luego bimestral, publicada por la editorial Norma, de la que aparecieron 75 números ordinarios (más dos extraordinarios y monográficos) entre 1981 y 1991. Formó parte del llamado boom del cómic adulto en España, siendo la principal representante de la denominada línea clara, una de las tres grandes escuelas estéticas de la historieta española de los años 1980, junto a la línea chunga y la representada por la revista Madriz. Entre los autores que publicaron en ella destacan Micharmut, Mique, Sento y Daniel Torres (los cuatro adscritos a la Nueva Escuela Valenciana), Calatayud, El Cubri y Pere Joan.

## Primera etapa (1981-84)
En su primera etapa (hasta diciembre de 1984; números 1 al 30) fue dirigida por Joan Navarro y mostró una decidida voluntad de renovar la estética de la historieta española sobre el modelo de la llamada línea clara del cómic francobelga. En los primeros números llevaba el subtítulo de "El Neotebeo". 
| Fecha    | Números                 | Título                       | Autoría                  | Procedencia           |
| -------- | ----------------------- | ---------------------------- | ------------------------ | --------------------- |
| 04/1982- | 4-                      | Opium                        | Daniel Torres            |                       |
| 1982     | 6-7                     | Peter Parovic: Sombras       | El Cubri                 |                       |
| 1982     | 7-                      | Cleopatra                    | Mique Beltrán            |                       |
|          |                         | Roco Vargas                  | Daniel Torres            |                       |
| 1982-83  | 8-14                    | Fin de semana                | Ramón de España/Montesol |                       |
|          | 11, 13-26, 28 y 29      | Absurdus Delirium            | TP Bigart/Tha            | Nueva                 |
| 1983     | 12-17                   | La guerra de las trincheras  | Jacques Tardi            | "(À suivre)" (1983)   |
| 1983     | 13-17                   | La Marca amarilla            | Edgar P. Jacobs          | "Tintín" (1953)       |
|          | 16, 18-19, 21, 25       | Vidas Ejemplares             | Montesol                 | Nueva                 |
|          | 18                      | Los garriris                 | Mariscal                 |                       |
|          | 19-21                   | Glen Radar                   | Micharmut                | Nueva                 |
| 1984     | 23-24, 26-29            | Aventuras de Peter Plumcake  | Carles Rubio/Scaramuix   | Bésame Mucho (1982)   |
| 1984     | 25-26, 28-30            | La Lluvia Blanca             | Pere Joan                | Nueva                 |
| 1984     | 25-26, 28-29            | Roberto Ruina                | Ignacio Molina/Roger     | Nueva                 |
| 1984     | 25-26, 28-30            | Velvet Nights                | Sento                    | Nueva                 |
| 1984     | 26, 28-33, 35-36, 38-43 | Las aventuras de Max Fridman | Vittorio Giardino        | Orient Express (1982) |
|          |                         | Freddy Lombard               | Yves Chaland             |                       |

Participó en ella también Miguel Ángel Gallardo -que al tiempo trabajaba para la revista supuestamente rival, El Víbora-, con su serie paródica Pepito Magefesa. También se publicaron historietas de autores francófonos de estética afín a la línea clara, como Dick Briel, Goffin, Rivière y Flo'ch, entre muchos otros.
En esta primera etapa, Cairo prestó una especial atención a los clásicos del cómic europeo (Franquin, de quien aparecieron en la revista sus Ideas Negras; Edgar P. Jacobs, del que se publicaron algunas entregas de su clásica serie Blake y Mortimer; o el propio Hergé, al que la revista dedicó un especial en 1983 con motivo de su fallecimiento), sin olvidar a clásicos olvidados de la historieta española como Josep Coll.
Esta primera etapa finalizó en diciembre de 1984 cuando la revista dejó de ser económicamente viable. Los problemas ya habían empezado el año anterior, cuando el número 19 de la revista no pudo salir a la calle a causa de una huelga en los talleres que lo imprimían. Además, algunos intelectuales (Jordi Bernet, Jesús Blasco, Javier Coma, Juan Cueto, Román Gubern, Víctor Mora, Ricardo Muñoz, Enric Sió, Suay, Maruja Torres y Josep Toutain) publicaron en el diario El País, un "Manifiesto contra la exposición Tintín y Hergé" y por extensión contra la línea clara al que respondieron otros teóricos como Ludolfo Paramio y Juan d'Ors.
En el momento de su desaparición, según afirman los editores (Cairo, n.º 75), las ventas habían descendido hasta sólo 6.000 ejemplares de los 20.000 que se imprimían. Para la teórica Francisca Lladó, las razones de su desaparición hay que buscarlas 

en el intento de intelectualización por parte del equipo de redacción, quienes insistieron desmesuradamente en una escuela articulada a partir de unos patrones de contenido y unos dibujantes que, lejos de justificar, impusieron por propias convicciones controlando así los gustos del público, quien en principio compraba la revista por simple placer y llegó un momento en que sólo encontraba en ellas absurdas discusiones y continuas referencias a la Línea Clara sin llegar a dar una explicación coherente de ésta.

Gran parte de sus autores y su director colaborarían juntos en una nueva revista: Complot!

## Segunda etapa (1985-91)
La revista regresó, sin embargo, tres meses después, dirigida por un triunvirato en el que estaban Rafael Martínez (máximo responsable de la editorial), Antoni Guiral y Montesol. 
En esta segunda etapa, que se prolongó hasta la desaparición definitiva de la revista, en 1991, Cairo, aun sin renunciar del todo a su militancia en favor de la línea clara, acogió en sus páginas a nuevos autores, como Pep Brocal, Manel Fontdevila, Alfredo Lorente, Joaquín López Cruces, Antonio Navarro, Pellejero y Zentner (Dieter Lumpen), Miguelanxo Prado o Rodrigo. Continuaron publicando asiduamente algunos de los historietistas de la primera etapa, como Montesol y Daniel Torres. Entre los creadores extranjeros que se publicaron en esta segunda etapa de Cairo destacan figuras tan consagradas como Ted Benoit, Vittorio Giardino, Franquin y Moebius, entre muchos otros, y promesas de la historieta francófona como Baru y Philipe Dupuy y Charles Berberian. No se descuidaron tampoco en esta etapa los clásicos, destacando la publicación de varias tiras de Krazy Kat, de Herriman.
| Fecha | Números | Título                       | Guionista           | Dibujante        | Tipo |
| ----- | ------- | ---------------------------- | ------------------- | ---------------- | ---- |
| 1986  |         | Ciudades                     | Jorge Arranz, Piera | Jorge Arranz     |      |
| 1987  |         | Las aventuras de Nacho López | Piera               | Jorge Arranz     |      |
| 1988  |         | Manuel Montano               | Fernando Luna       | Miguelanxo Prado |      |

Cairo desapareció definitivamente en 1991.

## Valoración y legado
Como explicó Jordi Costa, en Cairo 

se intentaba articular un territorio común entre la memoria de la gran historieta europea y las direcciones más experimentales de la contemporaneidad.